# Symeon Lukatsch

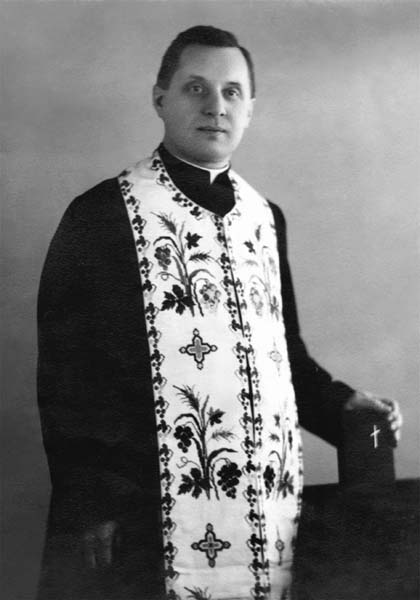
Sel. Bischof Symeon Lukatsch

Symeon Lukatsch (polnisch: Symeon Łukacz, ukrainisch: Симеон Лукач, * 7. Juli 1893 in Starunia bei Stanislau, Galizien; † 22. August 1964 in Iwano-Frankiwsk, Ukrainische SSR) war ukrainischer griechisch-katholischer Bischof von Stanislau. Er wurde 2001 öffentlich von Papst Johannes Paul II. zum Märtyrer der ukrainischen Kirche und zum Seligen erklärt.

## Leben
Lukatsch war der Sohn einer Bauernfamilie und hatte schon in früher Jugend angedeutet Priester zu werden. Nach dem Gymnasiumabschluss nahm er im Priesterseminar der Eparchie Stanislau das Studium auf. 1919, der genaue Tag ist nicht belegt, weihte ihn der Bischof von Stanislawiw Hryhorij Chomyschyn zum Priester. Es schloss sich eine kurze Verweildauer in einer Pfarrei an, bis man ihn als Spiritual in das Priesterseminar holte.

## Martyrium
Nach dem Zweiten Weltkrieg hatten sowjetische Truppen die Westukraine besetzt, die gewaltsam die Eingliederung Galiziens in die Ukrainische Sozialistische Sowjetrepublik vorantrieben. Der Bischof von Stanislau (jetzt Stanislaw) erkannte rechtzeitig die Gefahr für seine Person und die Griechisch-Katholische Kirche in der Ukraine. Noch vor seiner Festnahme Mitte 1945 weihte er im April 1945 Symeon Lukatsch heimlich zum Bischof und ernannte ihn zu seinem Stellvertreter.

### Erste Festnahme
1949 wurde Lukatsch von der russischen Geheimpolizei inhaftiert, der Vorwurf lautete: Mitarbeit in der vom Staat verbotenen Kirche und Verweigerung des Zusammenschlusses der Russisch-Orthodoxen Kirche mit der Griechisch-katholischen Kirche. Im Dezember 1949 verurteilte man Bischof Lukatsch zu einer zehnjährigen Freiheitsstrafe und verbannte ihn nach Krasnojarsk. Bis zu seiner Entlassung im Jahre 1956 musste er täglich viele Stunden Waldarbeiten verrichten. Nach seiner Freilassung widmete sich Lukatsch der Seelsorge, das Angebot für einige Zeit im Untergrund zu verschwinden, lehnte er ab. Er arbeitete im Geheimen weiter, hielt Gottesdienste ab und setzte die Priesterausbildung fort. In dieser Zeit schrieb er das Buch „Falsche Propheten“.

### Zweite Festnahme
Im Juli 1962 wurde Bischof Lukatsch wieder inhaftiert, seine Privatgegenstände wurden beschlagnahmt und er selbst im Gefängnis von Stanislau (jetzt Iwano-Frankowsk) eingesperrt. Diesmal warf man ihm vor Zersetzungsschriften hergestellt und verteilt zu haben und den Katholizismus gefestigt zu haben. Beide Vorwürfe wurden vom Bischof nicht geleugnet, das hatte zur Folge, dass er zu fünf Jahren Haft verurteilt wurde. Während der Strafzeit erkrankte er an Tuberkulose und wurde aus gesundheitlichen Gründen im März 1964 aus der Haftanstalt entlassen. Er verbrachte die Zeit bis zu seinem Tod am 22. August 1964 in seinem Heimatort.

## Seligsprechung
Am 27. Juni 2001 wurde Bischof Lukatsch gemeinsam mit vierundzwanzig ehrwürdigen Dienern und Dienerinnen von Papst Johannes Paul II. in Lemberg als Märtyrer und Seliger der Griechisch-Katholischen Kirche der Ukrainer bekannt gegeben.